# مدال قطبی
مدال قطبی (انگلیسی: Polar Medal) مدالی است که توسط پادشاهی بریتانیا اعطا می‌شود. این مدال نخستین بار در سال ۱۸۵۷ تحت عنوان مدال قطب شمال اهدا شد و در سال ۱۹۰۴ به مدال قطبی تغییر نام داد.